# Nick McCave
Ian Nicholas McCave (né le 3 février 1941) est un géologue britannique, qui est professeur Woodwardian de géologie au département des sciences de la Terre de l'Université de Cambridge de 1985 à 2008 et membre du St John's College de 1986 à aujourd'hui. Il est avant tout un sédimentologue marin.

## Biographie
Il fait ses études à Elizabeth College, Guernesey, Hertford College, Oxford et à l'Université Brown (PhD).
Les recherches de Nick McCave portent sur les perturbations dans les océans profonds, en utilisant des preuves provenant de microfossiles combinées à la datation au carbone, pour obtenir des informations sur le changement climatique préhistorique.
McCave utilise des points de surveillance dans l'océan Atlantique Nord, l'océan Pacifique et l'océan Indien pour étudier comment le flux de chaleur méridien de la Terre est distribué par les courants océaniques chauds de surface et les courants océaniques froids profonds.